# Katsue Ōtoshi
Katsue Ōtoshi (japanisch 大歳 克衛 Ōtoshi Katsue; geboren 16. April 1929 in Midorii, Asa (heute Hiroshima) Hiroshima; gestorben 8. Juni 2014) war ein japanischer Maler im Yōga-Stil.

## Leben und Wirken
Katsue Ōtoshi studierte in der Abteilung für Ölmalerei an der Universität der Künste Tokio unter Umehara Ryūsaburō und schloss 1954 sein Studium ab. Er stellte ab 1956 in der Ausstellungsreihe der „Kokuga-kai“ (国画会) und wurde 1958 für sein Gemälde „Umi no shi“ (海の詩) –„Gedicht des Meeres“ und andere Werke mit dem „Shinjin-shō“ (新人賞) – „Nachwuchs-Preis“ ausgezeichnet. Dazu wurde er als Kandidat für den Yasui-Preis (安井賞) vorgeschlagen. 1962 wurde er als Mitglied in die Kokuga-kai aufgenommen.
1964 hielt sich Ōtoshi für ein Jahr in Paris auf. 1970 konnte er auf der „Nihon Yōga shōkyōdō sōgoten“ (日本洋画商協同組合展) ausstellen. Im selben Jahr wurde er erneut als Kandidat für den Yasui-Preis ausgewählt.
1994 wurde er Professor an der Städtischen Universität Hiroshima (広島市立大学), die ihn im Jahr 2000 als Meiyo Kyōju verabschiedete. 2006 erhielt er den 57. Chūgoku-Kulturpreis (中国文化賞, Chūgoku bunka-shō), der von der Zeitung Chūgoku Shimbun verliehen wird.
Ōtoshi malte Stillleben und Landschaften. Sein Malstil ist gekennzeichnet durch naturgetreue Wiedergabe des Themas.